# Mika Ääritalo
Mika Ääritalo (ur. 25 lipca 1985 w Taivassalo) – piłkarz fiński grający na pozycji napastnika. Od 2015 roku jest zawodnikiem klubu FC Lahti.

## Kariera klubowa
Karierę piłkarską Ääritalo rozpoczął w klubie Turun Palloseura. W 2002 roku awansował do kadry pierwszej drużyny i wtedy też zadebiutował w jego barwach w pierwszej lidze fińskiej. Jeszcze w tym samym roku Fin podpisał kontrakt z Aston Villą. Przez 3 lata nie przebił się jednak do podstawowego składu klubu z Birmingham i nie zaliczył debiutu w Premier League.
W 2005 roku Ääritalo wrócił do Finlandii, do TPS Turku. W 2006 roku stał się podstawowym zawodnikiem zespołu. W latach 2007, 2009 i 2010 zajął z TPS 3. miejsce w lidze Finlandii.
W styczniu 2014 został wypożyczony do Holstein Kiel do końca sezonu z możliwością przedłużenia. W listopadzie 2014 podpisał kontrakt na sezon 2015 z FC Lahti.
| Sezon   | Klub             | Kraj      | Rozgrywki      | Mecze | Bramki |
| ------- | ---------------- | --------- | -------------- | ----- | ------ |
| 2002    | Turun Palloseura | Finlandia | Veikkausliiga  | 5     | 0      |
| 2002/03 | Aston Villa      | Anglia    | Premier League | 0     | 0      |
| 2003/04 | Aston Villa      | Anglia    | Premier League | 0     | 0      |
| 2004/05 | Aston Villa      | Anglia    | Premier League | 0     | 0      |
| 2005    | Turun Palloseura | Finlandia | Veikkausliiga  | 4     | 0      |
| 2006    | Turun Palloseura | Finlandia | Veikkausliiga  | 21    | 3      |
| 2007    | Turun Palloseura | Finlandia | Veikkausliiga  | 26    | 8      |
| 2008    | Turun Palloseura | Finlandia | Veikkausliiga  | 15    | 5      |
| 2009    | Turun Palloseura | Finlandia | Veikkausliiga  | 15    | 3      |
| 2010    | Turun Palloseura | Finlandia | Veikkausliiga  | 25    | 4      |
| 2011    | Turun Palloseura | Finlandia | Veikkausliiga  | 31    | 11     |

## Kariera reprezentacyjna
W reprezentacji Finlandii Ääritalo zadebiutował 21 maja 2010 roku w przegranym 0:2 towarzyskim meczu z Estonią.